# Língua gestual boliviana
A língua gestual boliviana ou língua de sinais boliviana é a língua gestual usada pela comunidade surda na Bolívia. Não é uma língua oficial nesse país.
Esta língua gestual é uma adaptação da ASL e é usada por cerca de 400 surdos, embora o país contenha cerca de 46.000 surdos.  No país existem 9 instituições para surdos.